# 朱寶書
朱宝书，浙江乌程县（今属湖州市）人。清朝官员。同进士出身。
同治十三年（1874年）甲戌科三甲进士。光绪七年（1881年）任福建邵武府建宁县知县。